# Ferenc Heltai
Dans le nom hongrois Heltai Ferenc, le nom de famille précède le prénom, mais cet article utilise l’ordre habituel en français Ferenc Heltai, où le prénom précède le nom.
Ferenc Heltai, né le 15 mars 1861 à Szentes et mort le 11 août 1913 à Ischl, est un homme politique hongrois, bourgmestre principal de Budapest en 1913.